# Sinop, Thổ Nhĩ Kỳ
Sinop là một huyện thuộc tỉnh Sinop, Thổ Nhĩ Kỳ. Huyện có diện tích 439 km² và dân số thời điểm năm 2007 là 52667 người, mật độ 120 người/km².

## Khí hậu
| Dữ liệu khí hậu của Sinop                      | Dữ liệu khí hậu của Sinop | Dữ liệu khí hậu của Sinop | Dữ liệu khí hậu của Sinop | Dữ liệu khí hậu của Sinop | Dữ liệu khí hậu của Sinop | Dữ liệu khí hậu của Sinop | Dữ liệu khí hậu của Sinop | Dữ liệu khí hậu của Sinop | Dữ liệu khí hậu của Sinop | Dữ liệu khí hậu của Sinop | Dữ liệu khí hậu của Sinop | Dữ liệu khí hậu của Sinop | Dữ liệu khí hậu của Sinop |
| Tháng                                          | 1                         | 2                         | 3                         | 4                         | 5                         | 6                         | 7                         | 8                         | 9                         | 10                        | 11                        | 12                        | Năm                       |
| ---------------------------------------------- | ------------------------- | ------------------------- | ------------------------- | ------------------------- | ------------------------- | ------------------------- | ------------------------- | ------------------------- | ------------------------- | ------------------------- | ------------------------- | ------------------------- | ------------------------- |
| Cao kỉ lục °C (°F)                             | 22.8 (73.0)               | 25.0 (77.0)               | 29.3 (84.7)               | 32.0 (89.6)               | 33.6 (92.5)               | 33.2 (91.8)               | 34.5 (94.1)               | 39.3 (102.7)              | 34.0 (93.2)               | 34.0 (93.2)               | 27.9 (82.2)               | 27.3 (81.1)               | 39.3 (102.7)              |
| Trung bình ngày tối đa °C (°F)                 | 9.7 (49.5)                | 9.8 (49.6)                | 11.3 (52.3)               | 14.5 (58.1)               | 19.0 (66.2)               | 24.0 (75.2)               | 26.8 (80.2)               | 27.6 (81.7)               | 24.1 (75.4)               | 19.9 (67.8)               | 15.6 (60.1)               | 12.0 (53.6)               | 17.9 (64.2)               |
| Trung bình ngày °C (°F)                        | 7.1 (44.8)                | 6.8 (44.2)                | 8.1 (46.6)                | 11.0 (51.8)               | 15.5 (59.9)               | 20.5 (68.9)               | 23.6 (74.5)               | 24.3 (75.7)               | 20.8 (69.4)               | 16.9 (62.4)               | 12.6 (54.7)               | 9.2 (48.6)                | 14.7 (58.5)               |
| Tối thiểu trung bình ngày °C (°F)              | 4.9 (40.8)                | 4.4 (39.9)                | 5.6 (42.1)                | 8.4 (47.1)                | 12.7 (54.9)               | 17.6 (63.7)               | 20.6 (69.1)               | 21.4 (70.5)               | 18.1 (64.6)               | 14.4 (57.9)               | 10.0 (50.0)               | 6.9 (44.4)                | 12.1 (53.8)               |
| Thấp kỉ lục °C (°F)                            | −6.2 (20.8)               | −7.5 (18.5)               | −8.4 (16.9)               | −0.4 (31.3)               | −0.7 (30.7)               | 8.8 (47.8)                | 13.5 (56.3)               | 13.2 (55.8)               | 6.5 (43.7)                | 0.7 (33.3)                | −1.2 (29.8)               | −4.1 (24.6)               | −8.4 (16.9)               |
| Lượng Giáng thủy trung bình mm (inches)        | 73.4 (2.89)               | 54.4 (2.14)               | 60.1 (2.37)               | 37.3 (1.47)               | 34.5 (1.36)               | 39.1 (1.54)               | 35.5 (1.40)               | 37.2 (1.46)               | 74.6 (2.94)               | 94.4 (3.72)               | 82.9 (3.26)               | 104.4 (4.11)              | 727.8 (28.65)             |
| Số ngày giáng thủy trung bình                  | 15.80                     | 13.00                     | 13.77                     | 11.37                     | 10.17                     | 8.47                      | 5.83                      | 6.30                      | 10.10                     | 12.73                     | 12.17                     | 16.13                     | 135.8                     |
| Độ ẩm tương đối trung bình (%)                 | 68                        | 68                        | 73                        | 75                        | 76                        | 74                        | 74                        | 67                        | 71                        | 71                        | 68                        | 68                        | 71                        |
| Số giờ nắng trung bình tháng                   | 62.0                      | 76.3                      | 117.8                     | 159.0                     | 186.0                     | 234.0                     | 269.7                     | 248.0                     | 183.0                     | 124.0                     | 87.0                      | 58.9                      | 1.805,7                   |
| Số giờ nắng trung bình ngày                    | 2.0                       | 2.7                       | 3.8                       | 5.3                       | 6.0                       | 7.8                       | 8.7                       | 8.0                       | 6.1                       | 4.0                       | 2.9                       | 1.9                       | 4.9                       |
| Nguồn 1: Cơ quan Khí tượng Nhà nước Thổ Nhĩ Kỳ |                           |                           |                           |                           |                           |                           |                           |                           |                           |                           |                           |                           |                           |
| Nguồn 2: Weatherbase                           |                           |                           |                           |                           |                           |                           |                           |                           |                           |                           |                           |                           |                           |